# Ледогоров, Игорь Вадимович
Игорь Вадимович Ледогоров (1932—2005) — советский и российский актёр театра и кино. Народный артист РСФСР (1989).

## Биография
Игорь Ледогоров родился 9 мая 1932 года в Москве. С началом войны он вместе с семьёй оказался в эвакуации в Ташкенте. Здесь он впервые соприкоснулся с миром кино, участвуя в массовке знаменитой картины режиссёра Л. Д. Лукова «Два бойца».
В 1958 году он окончил Ташкентский политехнический институт, где был участником драматического коллектива, художественным руководителем которого был заслуженный артист РСФСР Николай Хлибко. Там же в Ташкенте поступил в театрально-художественный институт имени А. Н. Островского, окончил его в 1964 году.
Первой значительной работой актёра стала заглавная роль в историко-биографическом фильме «Николай Бауман» режиссёра С. И. Туманова.
С 1967 по 1969 год Ледогоров играл в Ленинградском театре имени Ленинского комсомола. Затем, познакомившись с И. П. Владимировым, он перешёл в театр имени Ленсовета. Здесь он в течение трёх лет играл в спектаклях «Варшавская мелодия» (с А. Б. Фрейндлих), «Хождение по мукам», «Сорок первый».
В 1971 году Игорь Ледогоров пришёл в ЦАТСА. На сцене этого театра он выступал до 1997 года, вплоть до своего отъезда за границу.
В 1997 году актёр вслед за сыном Вадимом эмигрировал в Новую Зеландию. В 2001 году он с сыном приезжал в Москву на озвучивание новой версии фильма «Через тернии к звёздам», в котором они снимались за двадцать лет до того.
Без знания языка, в довольно пожилом возрасте, актёру было тяжело адаптироваться в чужой стране. Его последняя мечта — ещё раз выйти на сцену — сбылась незадолго до смерти. Роль Фирса в поставленном сыном спектакле «Вишнёвый сад» стала последней в его биографии.
И. В. Ледогоров скончался от онкологического заболевания 10 февраля 2005 года в  Гамильтоне (Новая Зеландия). Был похоронен на общественном кладбище города Кеймбриджа (Новая Зеландия).

## Творчество

### Роли в театре
ЦАТСА
- 1971 — «Неизвестный солдат» А. Рыбакова; Стручков; реж. А. Попова, Н. Вейцер
- 1971 — «Человек со стороны» И. Дворецкого; Чешков, реж. А. Б. Шатрин
- 1973 — «Птицы нашей молодости» Иона Друцэ; Павел Русу; реж. Б. А. Львов-Анохин, Л. И. Добржанская, С. А. Сапгир
- 1976 — «Святая святых» Иона Друцэ; Михай Груя; реж. И. Унгуряну
- 19?? — «Смерть Иоанна Грозного» А. К. Толстого (ввод в спектакль); царевич Фёдор Иванович; реж.: Л. Хейфец
- 1985 — «Осенняя кампания 1799 года» А. Ремеза — Милорадович; реж. Ю. Ерёмин
- 1996 — «Контракт на убийство» С. Мрожек — Магнус; реж. Ф. Чеханков

### Роли в телеспектаклях
- 1972 — «Даша» — Магнус
- 1973 — «На линии доктор Кулябкин» — Кулябкин — главная роль
- 1977 — «Лунёв сегодня и завтра» — Лунёв — главная роль (прообразом главного героя телеспектакля послужил известный педагог средней школы Донецка В. Ф. Шаталов.
- 1977 — «Отец большой семьи»
- 1978 — «Стойкий туман» — Рогачёв
- 1984 — «Эхо» — Сергей Тимофеевич Раскатов (генерал) — главная роль
- 1985 — «Исполнить свой долг» — рассказчик
- 1985 — «Новоселье» — прокурор
- 1989 — «Святая святых» — Михай Груй — главная роль
- 1991 — «Нежный образ твой» — граф Любин
- 1993 — «Внутренний враг»

### Роли в кино
1. 1964 — Твои следы — Володя
2. 1965 — Хочу верить — Сергей Михайлович
3. 1967 — Николай Бауман — Н. Э. Бауман
4. 1968 — Переходный возраст — Николай Иванович Алексеев, журналист
5. 1968 — Наши знакомые — Альтус
6. 1969 — Засада — чекист Шпалов
7. 1969 — Тройная проверка — Николай Константинович Климов
8. 1970 — Баллада о Беринге и его друзьях — Дмитрий Овцын
9. 1970—1972 — Руины стреляют… — подпольщик Жан (Иван Константинович Кабушкин)
10. 1972 — Пятьдесят на пятьдесят — Маллинз
11. 1972 — Горячий снег — полковник Осин
12. 1973 — Товарищ генерал — генерал Капитонов
13. 1974 — Георгий Седов — Г. Я. Седов
14. 1974 — Фронт без флангов
15. 1974 — Отроки во Вселенной — инопланетянин, отец Агапита
16. 1974 — Небо со мной — Клинов
17. 1975 — От зари до зари — генерал
18. 1975 — Иван и Коломбина — Спиридонов
19. 1976 — День семейного торжества — Пётр Савичев
20. 1976 — Никто вместо тебя — Григорий Чобану
21. 1976 — Легенда о Тиле — принц Оранский
22. 1976 — Жизнь и смерть Фердинанда Люса — Бауэр
23. 1977 — Фронт за линией фронта — разведчик Афанасьев-Райснер
24. 1977 — Портрет с дождём — Анатолий
25. 1977 — По волчьему следу — Макаров
26. 1978 — Поздняя ягода — Николай Попов
27. 1978 — Проводы — Игорь Горчаков
28. 1978 — Шествие золотых зверей — археолог Зимин
29. 1978 — Твой сын — Вадим Королёв
30. 1980 — Дым Отечества — старец Андрей
31. 1980 — Через тернии к звёздам — инопланетянин Ракан
32. 1980 — Карл Маркс. Молодые годы — Вейтлинг
33. 1980 — Они были актёрами — Рябинин
34. 1981 — Мир вашему дому —Вацлав Калиновский
35. 1982 — Нежность к ревущему зверю — Донат Кузьмич Боровский
36. 1982 — Казачья застава — Терентий
37. 1983 — Люди и дельфины — Черников
38. 1983 — О странностях любви — профессор Травкин
39. 1984 — Меньший среди братьев — Илья Константинович, профессор
40. 1984 — Стратегия победы — журналист
41. 1985 — Далёкий голос кукушки — Зосим Фёдорович
42. 1986 — Покушение на ГОЭЛРО — Леонид Петрович Базов, начальник особого отдела ОГПУ
43. 1986 — Голова Горгоны — Луконин
44. 1986 — На крутизне — Шнайдрук
45. 1986 — Звездочёт — Максим Соболев
46. 1988 — Пусть я умру, Господи — режиссёр
47. 1988 — Частный визит в клинику — Габеркорн
48. 1989 — Войди в каждый дом — Прабатов
49. 1989 — Откровение Иоанна Первопечатника — князь Острожский
50. 1992 — Чёрный океан — начальник ГРУ
51. 1995 — Трибунал (Швеция) — председатель суда
52. 1995 — Красная вишня / 红樱桃 (Китай, Россия) — Ваткин, директор интердома
53. 1997 — Сезон охоты — генерал-полковник Иван Алексеевич Вертлецкий

### Озвучивание мультфильмов
- 1977 — Праздник непослушания — часть мужских ролей

## Награды и премии
- 1974 — Государственная премия БССР за исполнение роли подпольщика Жана в фильме «Руины стреляют…» (1970—1972)
- 1978 — Государственная премия РСФСР имени братьев Васильевых за исполнение роли разведчика Афанасьева-Райснера в фильме «Фронт за линией фронта» (1977)
- 1979 — Заслуженный артист РСФСР
- 1989 — Народный артист РСФСР